# Agromeliorant
Agromeliorant – specjalista w zakresie melioracji rolnych i użytków zielonych pracujący na terenie gromady (gminy) z zadaniem pomagania rolnikom w utrzymaniu właściwych stosunków wodnych, stanu urządzeń melioracyjnych oraz gospodarowania na łąkach i pastwiskach.
Historyczną nazwę agromeliorant stosowana była do lat 80. XX wieku. Potem na określenie tego zawodu przyjęto nazwę instruktor (inspektor, specjalista) z dodatkiem do spraw melioracji i łąkarstwa, względnie do spraw gospodarki wodnej i melioracji.
Służby melioracyjne miały siedziby w tzw. wodomistrzówkach.

## Powołanie stanowiska agromelioranta
Początki zatrudnienia agromeliorantów wiążą się z powiatowymi inspektoratami melioracji wodnych, a potem powiatowy zarząd gospodarki wodnej i melioracji.
Do ich podstawowych obowiązków należało:
- sprawowanie nadzoru nad konserwacją urządzeń melioracyjnych;
- doradztwo w zakresie nawożenia i pielęgnowania użytków zielonych;
- udzielanie pomocy w zakresie funkcjonowania spółek wodnych;
- organizowanie zbiorczych zakupów nawozów mineralnych związanych z użytkami zielonymi;
- urządzanie pokazów i demonstracji w zakresie melioracji agrotechnicznych.

Agromelioranci byli zatrudniani na szczeblu powiatowym i kierowani do pracy w gromadzie.

## Powołanie w gminie stanowiska instruktora do spraw melioracji i łąkarstwa
W oparciu o uchwałę Rady Ministrów z 1972 r. powołano gminną służbę rolną z zadaniem organizowania rozwoju produkcji rolniczej, w tym intensywnej gospodarki na trwałych użytkach zielonych, oraz spraw związanych z konserwacją i eksploatacją urządzeń melioracyjnych oraz działalnością spółek wodnych. Pełnienie funkcji doradczej w tym zakresie powierzono instruktorowi do spraw melioracji i łąkarstwa.
Do obowiązków instruktora melioracji i łąkarstwa należało;
- udzielanie pomocy organizacyjnej spółkom wodnym;
- organizowanie zespołów łąkarskich i prowadzenie wspólnych prac pielęgnacyjnych;
- organizowanie kwaterowego wypasu bydła i zabezpieczenie urządzeń do takiego wypasu;
- doradzanie i instruowanie w sprawie technologii sporządzania kiszonek i sianokiszonek;
- ustalanie terminów, rozmiarów i lokalizacji prac konserwacyjnych oraz zapewnienie wykonania tych konserwacji;
- organizowanie i nadzorowanie prac związanych z deszczowaniem, nawadnianiem i utrzymaniem obiektów małej retencji;
- prowadzeniem szkoleń z zakresu gospodarki na trwałych użytkach zielonych.

W 1973 r. zatrudniano w gminach 1844 instruktorów do spraw melioracji i łąkarstwa, których liczba wzrosła do 2136 osób w 1981 r.

## Inspektor do spraw gospodarki wodnej i melioracji w ramach administracyjnej służby rolnej
W ustawie z 1981 r. w sprawie administracyjnej służby rolnej utworzono stanowisko inspektora do spraw gospodarki wodnej i melioracji.
Do podstawowych obowiązków inspektora należało:
- zapewnienie prawidłowego korzystania z wód i gruntów przyległych do wód;
- utrzymania i eksploatacji urządzeń wodnych oraz opłat, odszkodowań i należności z tego tytułu;
- nadzorowanie działalności spółek wodnych;
- zapewnienie utrzymania urządzeń melioracyjnych i ich eksploatacji.

## Specjalista do spraw gospodarki wodnej i melioracji wojewódzkich ośrodków doradztwa rolniczego
Ustawą z 2004 r. powołano wojewódzkie ośrodki doradztwa rolniczego z zadaniem upowszechniania i wdrażania postępu rolniczego, które współdziałały w realizacji zadań wynikających z programów rolnośrodowiskowych oraz działań mających na celu poprawę środowiska naturalnego.
Działania doradcze w wojewódzkich ośrodkach doradztwa rolniczego w zakresie gospodarki wodnej i melioracji ukierunkowane były na:
- pomoc rolnikom w ubieganiu się o przyznanie wsparcia finansowego ze środków pochodzących z funduszy UE lub innych instytucji krajowych i zagranicznych;
- działania ekologiczne, rolnośrodowiskowe i klimatyczne;
- działania na rzecz ochrony i zachowania dziedzictwa kulturowego;
- ochronę naturalnego środowiska i krajobrazu przyrodniczego;
- promocję nowoczesnych rozwiązań technicznych i technologicznych w gospodarce wodnej i melioracjach.

### Zakres obowiązków specjalistów do spraw gospodarki wodnej i melioracji
W strukturze organizacyjnej wojewódzkich ośrodków doradztwa rolniczego wyodrębniono stanowiska specjalistów do spraw gospodarki wodnej i melioracji, którzy zajmowali się:
- prowadzeniem doradztwa w zakresie gospodarski wodnej i urządzeń melioracji, systemów nawadniania;
- nawiązaniem współpracy z urzędami administracji publicznej i innymi związanymi z gospodarką wodną, w tym: starostwami, urzędami miast i gmin, Państwowym Gospodarstwem Wodnym Wody Polskie, spółkami wodnymi;
- organizacją szkoleń, spotkań, konferencji w danym zakresie tematycznym;
- upowszechnianiem wiedzy z tematyki związanej z gospodarką wodną i melioracjami.